# 水沢アリー
水沢 アリー（みずさわ アリー、1990年9月3日 - ）は、日本の女性タレント、実業家。
東京都杉並区出身。スターレイプロダクション所属。

## プロフィール
- 身長：162cm
- 血液型：O型
- 趣味：ゲーム[注 1]・長風呂[2]
- 特技：美しい飛び蹴り・フランス語[2]

## 人物
- 「第2のローラ」と称されるほど、話し方・声・雰囲気をローラによく似せている[3][4]。ただし2023年時点では面影はないとされている[5]。
- 曾祖父がドイツ人（8分の1ドイツ人）[3][4]で、父の仕事の関係で5歳半までフランスのリヨンで過ごした[3][4]。
- 知人の紹介で現在の所属事務所社長に出会い、事務所に入って2週間で2013年2月5日放送の日本テレビ『今夜くらべてみました』に出演。番組の中で、芸能界に入った理由について、家庭の経済状況悪化のために「お金を稼ぎたい」と思って芸能界入りをしたこと、大学はやめる予定だということ、時給950円のアルバイトをしていたがやってられないと思ったことなどを話した[3][4]。
- 「水沢アリー」という名前は自分で考えた芸名。「水」が付くと縁起が良いことから「水沢」、小さい時からアリが大好きで、休みがないくらいアリのように働きたいという思いから「アリー」にした[6]。
- 2019年4月放送のテレビ朝日『しくじり先生』において顔の整形施術、当初のキャラ作りが戦略であったことを告白した[7]。

## 主な活動

### テレビ出演
- 今夜くらべてみました （日本テレビ、2013年2月5日・3月12日）
- バカリズム御一考様 （テレビ朝日、2013年3月22日）
- うわっ!ダマされた大賞2013春の3時間SP （日本テレビ、2013年3月25日）
- 爆笑 大日本アカン警察3時間SP （フジテレビ、2013年3月31日）
- 有吉反省会（日本テレビ、2013年4月7日）
- 芸能人更生バラエティ バナナ塾 （東海テレビ、2013年4月16日）
- 行列のできる法律相談所 （日本テレビ、2013年4月21日）
- しゃべくり007 （日本テレビ、2013年5月13日）
- 王様のブランチ （TBS、2013年6月29日）
- battle for money 戦闘中 (フジテレビ、2013年6月30日)
- 人生が変わる1分間の深イイ話 (日本テレビ、2013年7月29日)
- カスペ!・アニメアカデミー～1億3千万人が選ぶ不朽の名作～ (フジテレビ、2013年7月30日)
- ビックリしちゃった新記録 (日本テレビ、2013年7月31日）
- がんばれプアーズ! (テレビ東京、2013年8月2日)
- 関ジャニ∞のジャニ勉 (関西テレビ、2013年8月14日)
- マサカメTV (NHK、2013年8月17日)
- 土曜の夜は!おとななテレビ (TVQ九州放送、2013年8月17日)
- ヒットの秘密 (テレビ東京、2013年8月18日)
- TORE!復活SP (日本テレビ、2013年8月19日)
- お笑いワイドショー マルコポロリ! (関西テレビ、2013年8月18日・25日)
- お願い!ランキング(テレビ朝日、2013年8月28日)
- ライオンのごきげんよう(フジテレビ、2013年8月29日・30日・9月2日)
- クイズプレゼンバラエティー Qさま!!(テレビ朝日、2013年9月2日)
- 踊る!さんま御殿!!(日本テレビ、2013年9月3日、他）
- 写ねーる（BSプレミアムNHKオンライン、2013年9月3日）
- スパニチ!! あの町はなんで1位なの?[8]（TBS、2013年12月8日）
- 「富山〜石川〜福井 激走！道の駅駅伝6」（テレビ東京、2016年1月9日）

### ラジオ出演
- 菊地亜美の1ami9（ラジオ日本、2013年4月6日）
- 上柳昌彦 ごごばん!（ニッポン放送、2013年6月19日・7月3日・11月27日）
- オールナイトニッポンR（ニッポン放送、2013年8月3日）[9]

### CM出演
- ジャンボグループ